# Pleospora tarda
Pleospora tarda är en svampart som beskrevs av E.G. Simmons 1986. Pleospora tarda ingår i släktet Pleospora och familjen Pleosporaceae.   Inga underarter finns listade i Catalogue of Life.